# Esther Giménez-Salinas i Colomer
Esther Giménez-Salinas i Colomer (Barcelona, 1949) és una professora universitària de dret penal, escriptora i tertuliana, i la primera Síndica de Greuges de Catalunya des del juny del 2022. Va ser rectora de la Universitat Ramon Llull del 2002 al 2012. Pertany al Consell d'administració del Banc Santander des del 2012.
Llicenciada (1971) i doctorada en Dret (1978), també va obtenir el títol de Psicologia Aplicada (1976), sempre a la Universitat de Barcelona. A la mateixa universitat va ser professora de Dret Penal i subdirectora de l'Institut de Criminologia (1976-1990). Ha estat professora de Dret Penal i Criminologia a la facultat ESADE de la URL des del 1994, i professora catedràtica des del 1996.
Des de l'any 2016 és directora de la Càtedra de Justícia Social i Restaurativa Pere Tarrés, de la Universitat Ramon Llull, a la Facultat d'Educació Social i Treball Social on és també professora.
Va ser la primera directora del Centre d'Estudis Jurídics (1983-1993) i responsable de les Relacions Institucionals del Departament de Justícia de la Generalitat de Catalunya (1995-1996), així com membre del Comitè Científic de Política Criminal del Consell d'Europa (1993-1997). Va ser vocal del Consell General del Poder Judicial (1996-2001).
El 2025 fou inclosa a la llista Forbes de les 100 dones més influents de Catalunya.

## Reconeixements
- 1999. Medalla  d'or Cesare Beccaria de la nova societat criminològica - NKG (Neue Kriminologische Gesellschaft). Halle (Alemania).[8]
- 2000. Medalla d'Or de l'Institut Basc de Criminologia[4]
- 2002. Gran Creu de l'Ordre de Sant Ramon de Penyafort[4]
- 2007. Premi Internacional de Victimologia[4]
- 2009. Premi Salillas de la Societat Espanyola d'Investigació Criminològica[4]
- 2013. Guardó fem.Talent en favor de la Promoció de la Igualtat, Trajectòria Professional amb valors.[9]
- 2013. Medalla d'or de la Universitat Ramon Llull, Barcelona.[8]